# کیخسروی (بردسیر)
کیخسروی (بردسیر)، روستایی از توابع بخش لاله‌زار شهرستان بردسیر در استان کرمان ایران است.

## جمعیت
این روستا در دهستان قلعه عسگر قرار دارد و براساس سرشماری مرکز آمار ایران در سال ۱۳۸۵، جمعیت آن ۱۱۱ نفر (۲۹خانوار) بوده‌است.